# 颉鼻叶护
颉鼻叶护，是7世纪前期（唐朝贞观年间）焉耆国的贵族。焉耆王龙突骑支的弟弟，焉耆的王族为龙姓。
颉鼻叶护和哥哥龙突骑支关系不好，唐太宗贞观十八年（644年），他带着弟弟龙栗婆准、龙先那准等兄弟三人到西州（原高昌国，今新疆吐鲁番市东南高昌城）归顺唐朝，他之后的事迹不详。他的两个弟弟龙栗婆准、龙先那准先后被唐朝拥立为焉耆国王。